# Bathynomus vaderi
Bathynomus vaderi é uma espécie de isópode descoberto no Vietname. Pertence a um grupo de grandes crustáceos marinhos (o género Bathynomus)  que chegam a medir 30 cm e a pesar um quilo.
O B. vaderi é o primeiro representante desse grupo encontrado no Vietname, tendo como único habitat conhecido até agora o mar junto às ilhas Spratly.

## Descoberta e identificação
Esse crustáceo é frequentemente apanhado na pesca de arrasto e vendido como iguaria nos mercados do Vietname. Em 2022, funcionários da Universidade de Hanói compraram alguns na cidade de Quy Nhon e enviaram alguns para o investigador Peter Ng, de Singapura, para identificação. Ng, juntamente com Conni M. Sidabalok
(que havia identificado uma espécie similar no sul de Java) e Nguyen Thanh Son, concluíram que era uma espécie ainda não identificada, tendo sido divulgada em 2025 com o nome "vaderi", em referência ao personagem Darth Vader, da série Guerra das Estrelas, devido à semelhança entre a cabeça do crustáceo e o capacete usado pelo personagem.